# Дюрэ, Жан
Жан Дюрэ (фр. Jean Duret; 1900, Варшава — 1971) — деятель французского социалистического и коммунистического движения.

## Биография
Родился в 1900 году в Варшаве, настоящее имя Франсуа Кораль (фр. François Koral). В 1919 году переехал в Париж, где начал изучать химию. Состоял во Французской коммунистической партии с момента её основания. В ходе внутрипартийной борьбы в 1922 году встал на сторону Даниэля Рену.
В ноябре-декабре 1922 года принимал участие в Четвёртом конгрессе Коминтерна, где избран кандидатом в члены ИККИ. При попытке вернуться во Францию выслан из страны как нежелательный иностранец. По возвращении в Москву принял участие в Третьем (расширенном) пленуме ИККИ в июне 1923 года.
Получил должность профессора политэкономии в Коммунистическом университете трудящихся Востока. Писал статьи в печатные издания Коминтерна.
В 1930 году вернулся во Францию, получил французское гражданство, вступил во Французскую секцию Рабочего интернационала. В 1932 году исключён из ФКП.
После Второй мировой войны вошёл в состав редакции Peuple, издания компании Compagnie Générale Transatlantique. Представлял эту организацию в Социальном и экономическом совете Франции.
Умер в июле 1971 года.
Автор ряда работ по марксизму и социалистическому планированию.

## Список произведений
- Jean Duret (1900-1971). Documents disponibles écrits par cet auteur